# Baconi Incze Máté
Baconi Incze Máté, Baczoni Máté (Nagybacon, 1679. szeptember 23. – Kolozsvár, 1742. szeptember 19.) református lelkész.

## Élete
Székelyudvarhelyen tanult, 1697. aug. 13-tól Kolozsvárott, ahonnan 1703-ban Zilahra ment az ottani iskola igazgatására. Pártfogói a franekeri egyetemre küldték. Hazatérve, egy évig egrespataki lelkész és gróf Teleki Mihály udvari papja volt. 1709 elején Máramarosszigetre vitték papnak; ebben az évben feleségül vette a korábbi lelkipásztor, Bogdányi Sajgó Mihály lányát, Erzsébetet. 1714-ben a kolozsvári kollégiumba a bölcselet és keleti nyelvek tanítására hívták, 1717-től teológiát tanított. 1720-ban lett a kolozsvári gyülekezet papja, 1739 elején visszavonult a szolgálatból.
Fiai, István és Mihály szintén református lelkészek lettek, Zsuzsanna nevű lánya pedig Verestói Györgyhöz ment feleségül, aki egykor apja tanítványa volt, utóbb a református püspökségig jutott.

## Munkái
- Dissertatio de polytheismo gentilium. Franequerae, 1707.
- Dissertatio physica de aqua. Uo. 1708.
- Az emberi okos léleknek munkájáról s nemes virtusiról lött szomoru halotti oratio, Melyet érdemlett néhai Viczei Mária asszony, Szathmár-Némethi Sámuel kolozsvári ref. professor hites társa utolsó szomorú tisztességtételének napján. Kolozsvár, 1716. (Soos Ferencz halotti oratiójával és mások verseivel együtt.)
- Oratio funebris, occasione defuncti… Samuelis Sz. Némethi in templo majori refor. Claudiopoli recitata 1718. d. 20. Jan. Uo.
- Isten és az emberek előtt való dolgokban, a' jó lelki-esméret gyakorlásában magát mindenkor foglalni ... szerető ... bóldogul-is ki-multt úrnak, néhai ... Gyerö M. Monostori Kemény Simon uramnak ő nagyságának teste felett Vétsen maga ... házánál a' lelki-esméret dolgairól el mondott szent elmélkedés. Uo. 1724. (Többekével együtt.)